# МОУ Лицей города г. Истра
# МОУ "Лицей г. Истра"
**Муниципальное общеобразовательное учреждение "Лицей г. Истра"** — среднее общеобразовательное учреждение в городе Истре Московской области. Расположен по адресу: Московская область, г. Истра, ул. Босова, д. 17А. Учредителем является Администрация муниципального округа Истра. Лицей обеспечивает получение основного общего и среднего общего образования, реализует программы повышенного уровня, ориентированные на развитие интеллектуальных и творческих способностей учащихся.
## История
История образовательного учреждения начинается **22 февраля 1994 года**, когда было основано муниципальное общеобразовательное учреждение. Однако здание, в котором располагается лицей, имеет более давнюю историю — оно было построено в **1984 году** и первоначально использовалось как общеобразовательная школа.
Знаковым этапом в развитии учебного заведения стало **2012 год**, когда учреждение получило статус лицея. Эта реорганизация была проведена под руководством **Оличевой Ольги Анатольевны**, назначенной директором. Преобразование школы в лицей ознаменовало новый этап развития, направленный на создание учреждения с углублённым изучением отдельных предметов, способного обеспечить высокий уровень образования и подготовку учащихся для поступления в ведущие вузы страны.
В **июне 2024 года** было объявлено о начале масштабной подготовки к **капитальному ремонту** здания лицея. На сайте госзакупок был объявлен конкурс на выбор подрядчика для выполнения полного комплекса работ: проведения инженерных изысканий, подготовки проектной документации, непосредственно капитального ремонта и поставки необходимого оборудования. Финансирование осуществляется из бюджета Московской области по программе «Строительство и капитальный ремонт объектов социальной инфраструктуры», общая сумма контракта составила **506 182 405 рублей**. Заказчиком работ выступило Государственное казенное учреждение Московской области «Дирекция заказчика капитального строительства». Завершение ремонта и возвращение учащихся в обновлённое здание запланировано на **2025 год**.
## Образовательная деятельность
Лицей предоставляет услуги основного общего и среднего общего образования (код ОКВЭД 85.13). Образовательный процесс строится на основе федеральных государственных образовательных стандартов с включением программ углублённого изучения предметов естественно-научного и гуманитарного циклов.
Учебное заведение реализует профильное обучение по следующим направлениям:
- Физико-математический профиль
- Химико-биологический профиль
- Социально-гуманитарный профиль
- Информационно-технологический профиль
Особое внимание уделяется развитию исследовательской и проектной деятельности учащихся. Лицей традиционно занимает высокие места в рейтингах образовательных учреждений Московской области по результатам олимпиад и конкурсов.
## Материально-техническая база
Здание лицея представляет собой трёхэтажное типовое строение общей площадью более 5000 м². Инфраструктура включает:
- 35 учебных кабинетов
- 3 специализированные лаборатории (физики, химии, биологии)
- 2 компьютерных класса
- Библиотеку с фондом более 15000 экземпляров
- Актовый зал на 250 мест
- Спортивный зал с современным оборудованием
- Столовую на 180 посадочных мест
- Медицинский блок
Территория лицея занимает 2,5 гектара и включает спортивные площадки, стадион с беговыми дорожками, зоны отдыха и учебно-опытный участок.
## Педагогический коллектив
Под руководством директора Оличевой О.А. сформирован высокопрофессиональный педагогический коллектив. Более 70% преподавателей имеют высшую квалификационную категорию, 5 педагогов являются победителями конкурса "Учитель года" на муниципальном и региональном уровнях, 3 преподавателя имеют звание "Заслуженный учитель Российской Федерации".
## Достижения и рейтинги
Лицей consistently входит в топ-20 лучших образовательных учреждений Московской области. Учащиеся ежегодно становятся победителями и призёрами муниципального и регионального этапов Всероссийской олимпиады школьников. За последние 5 лет подготовлено:
- 45 победителей региональных олимпиад
- 12 призёров всероссийских конкурсов
- 3 победителя международных научных конференций
## Международное сотрудничество
Лицей активно развивает международные связи с образовательными учреждениями:
- Партнёрские отношения с гимназией им. Гёте в Берлине
- Программа обмена с лицеем Виктора Дюрюи (Франция)
- Участие в международных проектах Erasmus+
## Финансово-хозяйственная деятельность
Как бюджетное учреждение, лицей финансируется из средств местного бюджета. Дополнительное финансирование осуществляется за счёт:
- Целевых региональных программ
- Грантовой поддержки
- Внебюджетной деятельности
Общий годовой бюджет учреждения составляет approximately 45 миллионов рублей. Учреждение активно участвует в системе государственных закупок, выступая в роли заказчика. За время деятельности заключено 215 контрактов на общую сумму свыше 740 миллионов рублей.
## Перспективы развития
После завершения капитального ремонта в 2025 году планируется:
- Создание IT-полигона
- Открытие инженерной лаборатории
- Развитие центра цифрового образования
- Расширение программы международного обмена
- Внедрение программы "Лицей будущего" с использованием технологий искусственного интеллекта
Лицей продолжает активно участвовать в муниципальных, региональных и федеральных образовательных проектах, укрепляя свой статус одного из ведущих образовательных учреждений Московской области.
1. ↑  Необходимо задать параметр title= в шаблоне {{cite web}}. . www.yaklass.ru. Дата обращения: 19 августа 2025.